# Lambula aethalocis
Lambula aethalocis är en fjärilsart som beskrevs av George Francis Hampson 1914. Lambula aethalocis ingår i släktet Lambula och familjen björnspinnare. Inga underarter finns listade i Catalogue of Life.